# Gobernador Roca
Gobernador Roca é um município argentino da província de Misiones, situado dentro do departamento San Ignacio.
Está situado em um latitude de 27° 10' sul e em uma longitude de 55° 28' oeste.
O município conta com uma população de 6.315 habitantes, segundo o censo do ano 2001 (INDEC).